# Покрышев (село)
Покрышев (укр. Покришів) — село на Украине, находится в Брусиловском районе Житомирской области.
Код КОАТУУ — 1820983901. Население по переписи 2001 года составляет 479 человек. Почтовый индекс — 12625. Телефонный код — 4162. Занимает площадь 17 км².

## Адрес местного совета
12625, Житомирская область, Брусиловский р-н, с.Покрышев, ул.Ленина, 19а

## Дополнительно
А вот здесь был лес, который полностью был "выкошен" смерчем в 2001 году.